# Yahoo! News
Yahoo! News es un sitio de noticias de redes que surgió como un agregador de noticias en Yahoo!. El sitio fue creado por Brad Clawsie, ingeniero de software de Yahoo!, en agosto de 1996. Los artículos provenían originalmente de servicios noticiosos como Associated Press, Reuters, Fox News, Al Jazeera, ABC News, USA Today, CNN y BBC News.
En 2000, Yahoo! News lanzó páginas que rastreaban el aquellos contenidos del sitio que eran más vistos y más compartido por mensajería electrónica.  La página de "más correos electrónicos enviados" en particular se destacó como una innovación en la agregación de noticias en línea Yahoo! News permitía a los usuarios comentar sobre los artículos. Entre finales de 2006 y principios de 2010, los comentarios se desactivaron debido a problemas de moderación.
En 2011, Yahoo, ampliando su enfoque, incluía contenido original, parte de sus aspiraciones a ser una importante organización de medios. Contrató periodistas conocidos y en 2012 obtuvo una plaza entre los corresponsales del cuerpo de prensa de la Casa Blanca  Una empresa de recopilación de datos de mercadeo de Amazon (Alexa Internet) afirmó que Yahoo! News era uno de los sitios de noticias más importantes del mundo del momento.  Se proyectó agregar un canal de Twitter. En noviembre de 2013, Yahoo contrató a Katie Couric, antiguamente del Today Show y de CBS Evening News para ser presentadora global de Yahoo! News. Renunció ella en 2017.
Para aumentar la confianza de los lectores, en septiembre de 2022, Yahoo! News (que recopila artículos de muchas otras fuentes) adquirió The Factual, empresa emergente que utilizaba inteligencia artificial para evaluar la credibilidad de cada artículo.  En abril de 2024, Yahoo adquirió Artifact, una aplicación de noticias impulsada por inteligencia artificial, e integró la tecnología en una versión mejorada de Yahoo! News. 